# 45e méridien est
En géographie, le 45e méridien est est le méridien joignant les points de la surface de la Terre dont la longitude est égale à 45° est.

## Géographie

### Dimensions
Comme tous les autres méridiens, la longueur du 45e méridien correspond à une demi-circonférence terrestre, soit 20 003,932 km. Au niveau de l'équateur, il est distant du méridien de Greenwich de 5 009 km,.
Avec le 135e méridien ouest, il forme un grand cercle passant par les pôles géographiques terrestres.

### Régions traversées
En commençant par le pôle Nord et descendant vers le sud au pôle Sud, Le 45e méridien est passe par:
| Coordonnées          | Pays, territoire ou mer | Notes                                                                  |
| -------------------- | ----------------------- | ---------------------------------------------------------------------- |
| 90° 00′ N, 45° 00′ E | Océan Arctique          |                                                                        |
| 80° 37′ N, 45° 00′ E | Russie                  | Île Terre d'Alexandra                                                  |
| 80° 35′ N, 45° 00′ E | Mer de Barents          |                                                                        |
| 68° 32′ N, 45° 00′ E | Russie                  | Péninsule de Kanine                                                    |
| 67° 30′ N, 45° 00′ E | Mer de Barents          | Baie de la Tchiocha                                                    |
| 67° 18′ N, 45° 00′ E | Russie                  | passe par Penza                                                        |
| 42° 43′ N, 45° 00′ E | Géorgie                 | Passe par Tbilissi                                                     |
| 41° 18′ N, 45° 00′ E | Arménie                 |                                                                        |
| 41° 03′ N, 45° 00′ E | Azerbaïdjan             | exclave de Yukhari Askipara entourée par l'Arménie                     |
| 41° 00′ N, 45° 00′ E | Arménie                 | Passe par le Lac Sevan                                                 |
| 39° 44′ N, 45° 00′ E | Azerbaïdjan             | exclave de Nakhchivan                                                  |
| 39° 25′ N, 45° 00′ E | Iran                    | Passe juste à l'ouest de Urmia                                         |
| 36° 45′ N, 45° 00′ E | Irak                    |                                                                        |
| 29° 10′ N, 45° 00′ E | Arabie saoudite         |                                                                        |
| 17° 24′ N, 45° 00′ E | Yémen                   | Passe juste à l'ouest de d'Aden (à 12° 48′ N, 45° 02′ E)               |
| 12° 46′ N, 45° 00′ E | Océan Indien            | Golfe d'Aden                                                           |
| 10° 27′ N, 45° 00′ E | Somalie                 | Somaliland - passe juste à l'est de Berbera                            |
| 8° 40′ N, 45° 00′ E  | Éthiopie                |                                                                        |
| 4° 56′ N, 45° 00′ E  | Somalie                 |                                                                        |
| 1° 51′ N, 45° 00′ E  | Océan Indien            | Passe juste à l'ouest de Mayotte, un Département d'outre-mer de France |
| 16° 08′ S, 45° 00′ E | Madagascar              |                                                                        |
| 25° 30′ S, 45° 00′ E | Océan Indien            |                                                                        |
| 60° 00′ S, 45° 00′ E | Océan Austral           |                                                                        |
| 67° 46′ S, 45° 00′ E | Antarctique             | Territoire antarctique australien, revendiqué par l' Australie         |